# Avery Johnson
Avery Johnson (ur. 25 marca 1965 r. w Nowym Orleanie, Luizjana) – amerykański koszykarz, grający na pozycji rozgrywającego, mistrz NBA z 1999 roku, obecnie trener zespołu akademickiego Alabama Crimson Tide.
Jest rekordzistą NCAA w średniej asyst (13,3) uzyskanych w trakcie pojedynczego sezonu (1988) oraz współrekordzistą w liczbie asyst (22) uzyskanych w trakcie jednego spotkania (25.01.1988).
Występował na parkietach NBA w latach 1988-03, grając w drużynach Seattle SuperSonics, Denver Nuggets, Houston Rockets, Golden State Warriors, Dallas Mavericks, ale najbardziej pamiętany jest z występów w San Antonio Spurs, gdzie grał w latach 1991-01 i gdzie zdobył tytuł mistrza NBA w 1999 r.
Od 2004  trener Dallas Mavericks, najlepszy trener roku 2005/2006. W 2006 prowadził drużynę Zachodu podczas meczu gwiazd. Na koniec sezonu doprowadził drużynę do pierwszego w historii finału NBA, przegranego z Miami Heat. Pod koniec 2006 stał się trenerem, który najszybciej w historii osiągnął 100 zwycięstw w NBA (rekord pobity przez Toma Thibodeau).
Po drugim z kolei odpadnięciu drużyny Mavs z fazy play-off w pierwszej rundzie, zwolniony w kwietniu 2008 z posady.
W czerwcu 2010 został zatrudniony jako trener przez New Jersey Nets. 28 grudnia 2012 został zwolniony za słabe wyniki drużyny.
Na parkiecie nosił przydomek "Mały Generał" (przez analogię do kolegi z drużyny Davida Robinsona – "Admirała").
W październiku 2013 ponownie został analitykiem stacji ESPN (wcześniej w latach 2008–2010).
W 1996 wystąpił w filmie Eddie.

## Osiągnięcia
NCAA
- 2-krotny Zawodnik Roku Konferencji Southwestern Athletic (1987–1988)[11]
- 2-krotny lider NCAA w asystach (1987–1988)[11]

USBL
- Finalista USBL (1988)[12]
- Zaliczony do I składu[12]:
  - debiutantów USBL (1988)
  - defensywnego USBL (1988)

NBA
- Mistrz NBA (1999)[1]
- Laureat NBA Sportsmanship Award (1998)[13]
- Klub San Antonio Spurs zastrzegł należący do niego numer 6[14]

Trenerskie
- Wicemistrz NBA (2006)[1]
- Trener Roku NBA (2006)[15]
- Trener drużyny Zachodu podczas meczu gwiazd NBA (2006)[11]

Inne
- Mistrz turnieju McDonalda (1999)
- Zaliczony do I składu turnieju McDonalda (1999)
- Wybrany do San Antonio Sports Hall of Fame (20 lutego 2009)[16]